# USS Ramsay (DD-124)
USS Ramsay (DD–124) là một tàu khu trục thuộc lớp Wickes của Hải quân Hoa Kỳ trong giai đoạn Chiến tranh Thế giới thứ nhất, sau cải biến thành một tàu rải mìn hạng nhẹ với ký hiệu lườn DM-16 và tiếp tục phục vụ trong Chiến tranh Thế giới thứ hai, rồi lại được xếp lại lớp thành AG-98. Nó là chiếc tàu chiến duy nhất của Hải quân Hoa Kỳ được đặt tên theo Chuẩn đô đốc Francis Ramsay (1835-1914).

## Thiết kế và chế tạo
Ramsay được đặt lườn vào ngày 21 tháng 12 năm 1917 tại xưởng tàu của hãng Newport News Shipbuilding & Dry Dock Company ở Newport News, Virginia. Nó được hạ thủy vào ngày 8 tháng 6 năm 1918, được đỡ đầu bởi cô Mary Virginia Ramsay, cháu nội Chuẩn đô đốc Ramsay, và được đưa ra hoạt động vào ngày 15 tháng 2 năm 1919 dưới quyền chỉ huy của Hạm trưởng, Trung tá Hải quân H. H. Norton.

## Lịch sử hoạt động

### Giữa hai cuộc thế chiến
Được phân về Đội 12 thuộc Lực lượng Khu trục, Hạm đội Đại Tây Dương, Ramsay hoàn tất việc chạy thử máy ngoài khơi vùng biển Cuba trong tháng 3, tham gia các cuộc cơ động hạm đội vào đầu tháng 4, rồi lên đường đi New York. Nó khởi hành vào tháng 5, đi đến khu vực quần đảo Azore để phục vụ như cột mốc dẫn đường và trinh sát thời tiết cho chuyến bay vượt đại dương lần đầu tiên của thủy phi cơ NC. Di chuyển từ Azore đến Bồ Đào Nha từ ngày 16 đến ngày 25 tháng 5, nó quay trở về Hoa Kỳ vào ngày 6 tháng 6. Trong tháng tiếp theo, nó thực hiện các cuộc thực tập chiến thuật dọc theo bờ Đông Hoa Kỳ, vào ngày 6 tháng 7 đã đi đến Norfork để chuẩn bị được chuyển sang vùng Thái Bình Dương.
Ramsay đi đến San Diego vào ngày 7 tháng 8, và sau khi được đại tu tại Xưởng hải quân Mare Island, đã phục vụ trong hai năm tiếp theo cùng Lực lượng Khu trục, Hạm đội Thái Bình Dương. Vào ngày 17 tháng 7 năm 1920, nó được đặt ký hiệu lườn tàu DD-124. Vào mùa Xuân năm 1922, nó được chuẩn bị để xuất biên chế; và đến ngày 30 tháng 6 năm 1922, nó được cho xuất biên chế và neo đậu tại San Diego như một đơn vị của Hạm đội Dự bị.
Ramsay nhập biên chế trở lại tám năm sau đó, vào ngày 2 tháng 6 năm 1930, và xếp lại lớp như một tàu rải mìn hạng nhẹ với ký hiệu lườn DM-16 vào ngày 13 tháng 6, được đặt cảng nhà tại Trân Châu Cảng. Được cải biến tại Xưởng hải quân Trân Châu Cảng, nó hoạt động cùng Hải đội Rải mìn trực thuộc Lực lượng Chiến trận, chủ yếu tại vùng biển Hawaii cho đến năm 1937 khi nó quay trở về San Diego và được cho xuất biên chế lần thứ hai vào ngày 14 tháng 12 năm 1937. Nhập biên chế trở lại lần nữa vào ngày 25 tháng 9 năm 1939, nó gia nhập Đội 5, Hải đội Rải mìn thuộc Lực lượng Chiến trận, và trong năm tiếp theo đã thực hiện tuần tra, tham gia thực tập tác xạ và đổ bộ cũng như huấn luyện quân nhân dự bị dọc theo bờ biển Thái Bình Dương.

### Thế Chiến II
Vào ngày 10 tháng 12 năm 1940, Ramsay quay trở lại Trân Châu Cảng, và trong suốt năm tiếp theo đã hoạt động cùng các đội rải mìn 5 và 2. Neo đậu tại Trân Châu Cảng vào sáng ngày 7 tháng 12 năm 1941, khi máy bay từ tàu sân bay của Hải quân Nhật bất ngờ tấn công, nó đã nổ súng lần đầu tiên trong chiến tranh chống trả cuộc không kích, vốn khai mào chiến tranh tại Thái Bình Dương.
Khởi hành ra khỏi cảng ngay trước 09 giờ 00 để tuần tra ngoài khơi, Ramsay bắt gặp một tàu ngầm lúc 11 giờ 20 phút. Nó đã thả 10 quả mìn sâu, và quan sát thấy những vết tràn dầu tại khu vực tấn công, xác nhận đã gây hư hại hoặc có thể đã đánh chìm một tàu ngầm bỏ túi được Nhật Bản sử dụng trong cuộc tấn công. Tám ngày sau, đang khi hộ tống một tàu buôn ngoài khơi Kauai, nó lại bắt gặp tàu ngầm đối phương. Sau hai lượt tấn công bằng mìn sâu bên trên đối thủ, kết quả được xác nhận bởi những vệt dầu loang lớn trên mặt biển, chứng tỏ đối phương đã bị hư hại.
Cho đến tháng 2 năm 1942, Ramsay tiếp tục phục vụ tuần tra tại khu vực Hawaii. Đến ngày 22 tháng 2, nó lên đường cùng với Lực lượng đặc nhiệm 19 đi Samoa. Đi đến Pago Pago vào ngày 4 tháng 3, nó rải các bãi mìn phòng thủ ngoài khơi Tutuila và Apia, rồi chuyển đến Suva cho các hoạt động rải mìn tại khu vực quần đảo Fiji. Vào ngày 3 tháng 5, nó rời Suva để đi quần đảo New Hebride, vào ngày 11 tháng 6 đã cùng Montgomery rải các bãi mìn phòng thủ tại Efate. Ngày hôm sau, nó rời Port Vila, về đến Trân Châu Cảng vào ngày 3 tháng 7.
Trong hai tháng tiếp theo sau, Ramsay lại thực hiệm nhiệm vụ hộ tống và tuần tra tại vùng biển Hawaii; và đến ngày 14 tháng 9, nó lên đường để đi quần đảo Aleut. Cùng với Montgomery, nó đi đến đảo Adak vào ngày 22 tháng 9, và ba ngày sau lại bắt đầu các hoạt động rải mìn. Đến tháng 11, nó quay trở về California, được đại tu tại xưởng tàu Hunters Point; vào ngày 13 tháng 1 năm 1943 lại lên đường quay trở lại khu vực quần đảo Aleut. Trong 9 tháng tiếp theo, nó làm nhiệm vụ tuần tra và hộ tống trải rộng từ Unalaska ở phía Đông cho đến đảo Attu về phía Tây.
Vào ngày 17 tháng 9, Ramsay đi về phía Nam, đi ngang qua Trân Châu Cảng, nó về đến San Francisco vào ngày 4 tháng 10 cho một đợt đại tu khác. Ra khỏi xưởng tàu vào ngày 20 tháng 12, nó lên đường vào ngày 24 tháng 12, gia nhập lực lượng tại Trân Châu Cảng vào ngày 2 tháng 1 năm 1944, rồi đến ngày 21 tháng 1 lại khởi hành hướng đến quần đảo Gilbert. Sau một chặng dừng ngắn tại Tarawa, nó gia nhập Đội đặc nhiệm 50.15 vào ngày 30 tháng 1 để hộ tống tàu tuần dương hạng nặng Pensacola trong cuộc bắn phá Wotje xế trưa ngày hôm đó. Ngày hôm sau, nó hộ tống tàu tuần dương Chester trong cuộc bắn phá, vào ngày 2 tháng 2, nó đi đến Majuro, tiến hành hoạt động tuần tra chống tàu ngầm cho đến ngày 14 tháng 3. Một chuyến đi hộ tống đến quần đảo Gilbert được tiếp nối, vào ngày 19 tháng 2, nó lên đường quay trở về Trân Châu Cảng, đến nơi vào ngày 27 tháng 2 và được giao nhiệm vụ hộ tống vận tải. Cho đến giữa tháng 9, nó đã hộ tống các đoàn tàu đi đến Majuro, San Francisco và Eniwetok. Vào tháng 10, nó phục vụ cùng Lực lượng Huấn luyện Tàu ngầm, rồi sang tháng 11, nó quay trở lại khu vực quần đảo Marshall cho nhiệm vụ hộ tống và huấn luyện ngoài khơi Majuro.
Bước sang năm mới 1945, hướng về phía Đông, và trong tháng 2 lại hoạt động cùng Lực lượng Huấn luyện Tàu ngầm. Vào cuối tháng, nó khởi hành đi San Pedro, nơi mà sau khi được đại tu, nó được xếp lại lớp như một tàu phụ trợ với ký hiệu lườn mới AG-98, bắt đầu có hiệu lực từ ngày 5 tháng 6. Đến ngày 15 tháng 6, một lần nữa nó khởi hành đi Trân Châu Cảng, và trong ba tháng tiếp theo sau, đã phục vụ như tàu bảo vệ cho các tàu sân bay đang tiến hành huấn luyện tại vùng biển Hawaii. Vào ngày 24 tháng 9, nó quay trở lại San Pedro chờ đợi để được xuất biên chế lần thứ ba, cũng là lần sau cùng. Ramsay được cho ngừng hoạt động ngày 19 tháng 10 năm 1945; tên của nó được rút khỏi danh sách Đăng bạ Hải quân vào ngày 13 tháng 11 năm 1945; và lườn tàu được bán để tháo dỡ vào ngày 21 tháng 11 năm 1946.

## Phần thưởng
Ramsay được tặng thưởng ba Ngôi sao Chiến trận do thành tích phục vụ trong Thế Chiến II.